# Marg Helgenberger
Mary Margaret Helgenberger, detta Marg Helgenberger (Fremont, 16 novembre 1958) è un'attrice statunitense, nota soprattutto grazie all'interpretazione del ruolo di Catherine Willows nella serie televisiva poliziesca CSI - Scena del crimine.

## Biografia

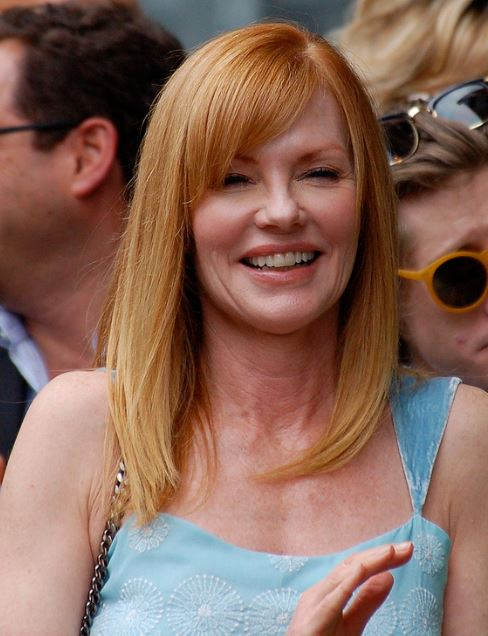
Helgenberger nel 2013

Fa parte della banda della sua scuola, la North Bend Central High School, come suonatrice di corno.
Comincia come addetta alle previsioni del tempo in un notiziario locale del Nebraska col nome Margi McCarty.
Nel marzo 1982 debutta nella soap opera I Ryan in onda sulla rete ABC, e vi recita fino al 1986.
Il suo primo ruolo televisivo importante è nel dramma a puntate China Beach, in cui interpreta il ruolo di una prostituta al servizio delle Forze Armate, che le vale un premio Emmy nel 1990. A questo segue il premio della critica per il suo ruolo nella miniserie TV del 2000 Perfect Murder, Perfect Town.
Dal 2000 al 2012 ha partecipato alla serie televisiva CSI - Scena del crimine, dove ha interpretato il ruolo di Catherine Willows. Il 22 agosto 2013 è stato annunciato il suo ritorno in occasione del 300º episodio.
Nel 2022 riprende il ruolo di Catherine Willows per la seconda stagione di CSI: Vegas, sequel di CSI - Scena del crimine.
Nel 2001 è tra le nominate ai Blockbuster Entertainment Awards come migliore attrice non protagonista per il suo ruolo nel film Erin Brockovich - Forte come la verità, al fianco di Julia Roberts.

## Vita privata
Nel 1984, Helgenberger incontrò Alan Rosenberg, un attore ospite con lei in Ryan's Hope. I due sono diventati amici e hanno iniziato a frequentarsi nel 1986. Si sono sposati nel 1989 e hanno un figlio, Hugh Howard Rosenberg (nato nel 1990), dal nome del defunto padre di Helgenberger. Il 1º dicembre 2008, la coppia ha annunciato che si stava separando, il divorzio è stato finalizzato nel febbraio 2010.
Nell'aprile 2022, Helgenberger ha sposato il suo partner, Charlie Haugk, con cui aveva una relazione dall'autunno del 2019. Questo è il secondo matrimonio di Helgenberger. Haugk è un attore professionista e stuntman, con crediti per la recitazione e il lavoro acrobatico in film di supereroi d'azione tra cui Predator 2 (1990), Black Panther (2018) e Wonder Woman 1984.

## Filmografia parziale

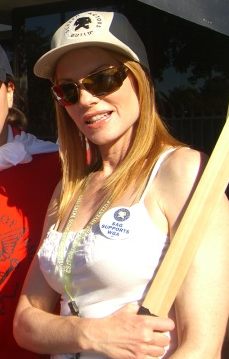
Marg Helgenberger nel 2007

### Cinema
- Tootsie, regia di Sydney Pollack (1982) – non accreditata
- Ribelli lingue bagnate (After Midnight), regia di Jim Wheat e Ken Wheat (1989)
- Always - Per sempre (Always), regia di Steven Spielberg (1989)
- Cuori incrociati (Crooked Hearts), regia di Michael Bortman (1991)
- Sonny & Pepper. Due irresistibili cowboy (The Cowboy Way), regia di Gregg Champion (1994)
- Just Looking, regia di Tyler Bensinger (1995)
- Bad Boys, regia di Michael Bay (1995)
- Specie mortale (Species), regia di Roger Donaldson (1995)
- Fuga dalla Casa Bianca (My Fellow Americans), regia di Peter Segal (1996) – non accreditata
- Fire Down Below - L'inferno sepolto (Fire Down Below), regia di Félix Enríquez Alcalá (1997)
- L'ultima volta che mi sono suicidato (The Last Time I Committed Suicide), regia di Stephen Kay (1997)
- Species II, regia di Peter Medak (1998)
- Erin Brockovich - Forte come la verità (Erin Brockovich), regia di Steven Soderbergh (2000)
- In Good Company, regia di Paul Weitz (2004)
- Mr. Brooks, regia di Bruce A. Evans (2007)
- Columbus Day, regia di Charles Burmeister (2008)
- La rivoluzione di Charlie (Almost Friends), regia di Jake Goldberger (2016)
- Qua la zampa 2 - Un amico è per sempre (A Dog's Journey), regia di Gail Mancuso (2019)

### Televisione
- I Ryan (Ryan's Hope) – serial TV, 26 episodi (1982-1986)
- China Beach – serie TV, 49 episodi (1988-1991)
- Fallen Angels – serie TV, 1 episodio (1993)
- The Tommyknockers - Le creature del buio (The Tommyknockers) – miniserie TV (1993)
- Aquila rossa (Lie Down with Lions), regia di Jim Goddard – film TV (1994)
- Un enigma per Rose  (Conundrum), regia di Douglas Barr – film TV (1996)
- E.R. - Medici in prima linea (ER) – serie TV, 5 episodi (1996)
- Giving Up the Ghost, regia di Claudia Weill – film TV (1998)
- Happy Face Murders, regia di Brian Trenchard-Smith – film TV (1999)
- Senza lasciare tracce (Lethal Vows), regia di Paul Schneider – film TV (1999)
- CSI - Scena del crimine (CSI: Crime Scene Investigation) – serie TV, 264 episodi (2000-2012) – Catherine Willows
- Intelligence – serie TV, 13 episodi (2014)
- Under the Dome – serie TV, 13 episodi (2015)
- CSI: Immortality, regia di Louis Milito – film TV (2015)
- All Rise – serie TV (2019-2021)
- CSI: Vegas - serie TV, seconda stagione (2022-2024) - Catherine Willows

### Doppiatrice
- Wonder Woman (2009)
- Conan: Red Nails (2010)

## Riconoscimenti
- 1989: vinto il Q Award – miglior attrice non protagonista – China Beach
- 1990: vinto il Q Award – miglior attrice non protagonista – China Beach
- 1990: vinto l'Emmy – miglior attrice non protagonista – China Beach
- 1991: candidatura al Golden Globe – miglior attrice non protagonista – China Beach
- 1991: vinto il Q Award – miglior attrice non protagonista – China Beach
- 1991: candidatura al premio Emmy – miglior attrice non protagonista – China Beach
- 1992: candidatura al premio Emmy – miglior attrice non protagonista – China Beach
- 2001: candidatura al TV Guide Award – attrice dell'anno – CSI: Scena del crimine
- 2001: candidatura al Blockbuster Entertainment Award – miglior attrice non protagonista – Erin Brockovich
- 2001: candidatura al premio Emmy – miglior attrice protagonista – CSI: Scena del crimine
- 2002: candidatura al People's Choice Award – miglior attrice protagonista – CSI: Scena del crimine
- 2002: candidatura al Golden Satellite Award – miglior attrice protagonista – CSI: Scena del crimine
- 2002: candidatura al Golden Globe – miglior attrice protagonista – CSI: Scena del crimine
- 2003: candidatura al People's Choice Award – miglior attrice protagonista – CSI: Scena del crimine
- 2003: candidatura al Golden Globe – miglior attrice protagonista – CSI: Scena del crimine
- 2003: candidatura al premio Emmy – miglior attrice protagonista – CSI: Scena del crimine
- 2004: candidatura al People's Choice Award – miglior attrice protagonista – CSI: Scena del crimine
- 2005: vinto il People's Choice Award – Star televisiva femminile – CSI: Scena del crimine
- 2005: vinto il People's Choice Award – miglior attrice protagonista – CSI: Scena del crimine
- 2005: vinto lo Screen Actors Guild Award – miglior attrice protagonista – CSI: Scena del crimine

## Doppiatrici italiane
Nelle versioni in italiano dei suoi lavori, Marg Helgenberger è stata doppiata da:
- Micaela Esdra in Matlock, Fallen Angels - I'll be Waiting, Senza lasciare tracce, CSI - Scena del crimine, Erin Brockovich - Forte come la verità, CSI: Immortality
- Alessandra Korompay in Intelligence, Under the Dome, La rivoluzione di Charlie, Qua la zampa 2 - Un amico è per sempre
- Stefanella Marrama in Always - Per sempre, In Good Company, Bad Boys
- Cinzia De Carolis in L'ultima volta che mi sono suicidato, Ricatto in videotape
- Laura Boccanera in Specie mortale, Species II
- Clara Zovianoff in I Ryan
- Paila Pavese in China Beach
- Mavi Felli in E.R. - Medici in prima linea
- Roberta Greganti in Mr. Brooks
- Isabella Pasanisi in Giving Up the Ghost
- Anna Cesareni in Un enigma per Rose
- Anna Rita Pasanisi in Fire Down Below - L'inferno sepolto
- Roberta Pellini in The Tommyknockers - Le creature del buio
- Paola Majano in Lontani parenti
- Cristina Boraschi in All Rise
- Claudia Razzi in CSI: Vegas